# Hilarella hilarella
Hilarella hilarella är en tvåvingeart som först beskrevs av Zetterstedt 1844.  Hilarella hilarella ingår i släktet Hilarella och familjen köttflugor. Inga underarter finns listade i Catalogue of Life.